# Юмочка
Юмо́чка (рос. Юмочка, марій. Юмочка) — село у складі Марі-Турецького району Марій Ел, Росія. Входить до складу Хлібниковського сільського поселення.

## Населення
Населення — 23 особи (2010; 50 у 2002).
Національний склад (станом на 2002 рік):
- росіяни — 90 %